# کیرن رایلی
کیرن رایلی (انگلیسی: Kieran Reilly؛ زادهٔ ۱۲ ژوئیهٔ ۲۰۰۱) دوچرخه‌سوار بی‌ام‌اکس اهل بریتانیا است.
وی در مسابقات کشوری و بین‌المللی در مجموع برندهٔ ۱ مدال طلا، ۱ مدال نقره شده است.